# Smedsbol, Rysstorpet och Myrängen
Smedsbol, Rysstorpet och Myrängen är en av SCB avgränsad och namnsatt småort i Sigtuna kommun i Stockholms län. Den omfattar bebyggelse i Smedsbol och Myrängen belägna nordöst om Charlottenberg i Odensala socken.